# VKP Bratislava
VKP Bratislava är en volleybollklubb från Slovakien. Både herr- och damlaget spelar (2022) i högsta serien, Extraliga (herrar och damer), men det är historiskt herrlaget som varit mer framgångsrikt. 
Klubben grundades 1946 som volleybollsektionen av TKNB Bratislava (Telovýchovný klub národnej bezpečnosti Bratislav). Klubben genomgick under de första åren flera namnbyten, 1948 till Sokol ZNB Bratislava, 1949 till Štátna Banka Bratislava, 1953 till DŠO ČH Bratislava och 1954 till ČH Bratislava. I de bägge senare fallen stod ČH för "červená hviezda", röda stjärnan (motsvarande t.ex. Röda stjärnan Belgrad). Klubben nådde sina största framgångar i slutet av 1970-talet och början av 1980-talet. Då blev de tjeckoslovakiska mästare tre gånger (1978, 1979 och 1981), dessutom vann de europacupen 1979 och cupvinnarecupen 1981.
I samband med sammetsrevolutionen bytte klubben åter namn, först till ŠKP Bratislava och 1992 till VKP Bratislava (då volleybollen bröt sig ur sportklubben). Efter Slovakiens självständighet har klubben blivit slovakisk mästare elva gånger (1992-93, 1993-94, 1994-95, 1995-96, 1996-97, 1997-98, 1998-99, 2003-04, 2005-06, 2008-09, 2010-11) och vunnit slovakiska cupen åtta gånger (1992-93, 1993-94, 1994-95, 1995-96, 2003-04, 2006-07, 2007-08, 2009-10). Från 2012 och några år framåt genomgick klubben flera sammanslagningar och flytt. Klubben hette 2012-2014 VKP Spartak Myjava, 2014-2016 VKP Spartak Komárno och 2016-2020 VKP Bystrina SPU Nitra. Sedan 2020 spelar klubben åter under namnet VKP Bratislava.